# Перцептивное квантование
Перцептивное квантование (PQ) — передаточная функция, разработанная компаний Dolby для HDR. В 2014 году стандартизирована ОИКиТ как SMPTE ST 2084, в 2016 году стандартизирована МСЭ в Rec. 2100.
Перцептивное квантование используется в нескольких видеоформатах HDR: Dolby Vision, HDR10 и HDR10+. PQ способно отображать уровень яркости от 0,0001 нит до 10000 нит.

## Определение

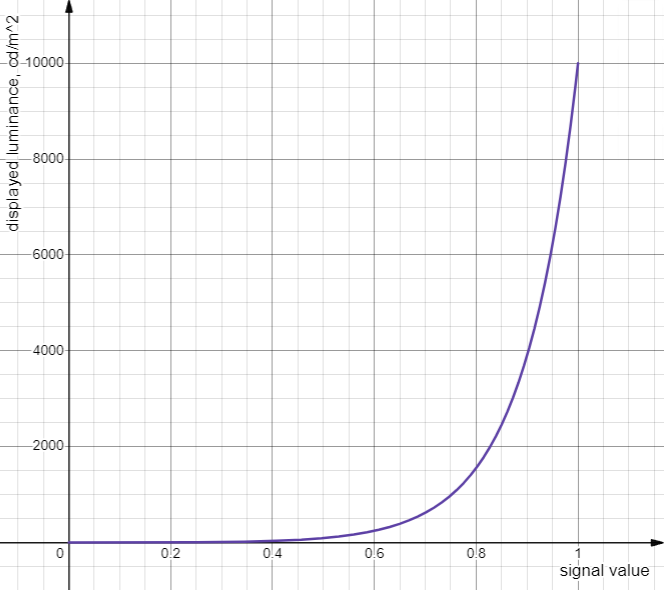
График передаточной функции PQ.

PQ является нелинейной электронно-оптической передаточной функцией (EOTF), которая определена следующим образом:
{\displaystyle F_{D}=EOTF[E']=10000\left({\frac {\max[(E'^{1/m_{2}}-c_{1}),0]}{c_{2}-c_{3}\cdot E'^{1/m_{2}}}}\right)^{1/m_{1}}},
где
- {\displaystyle E'} нелинейное значение сигнала (цвета) в интервале {\displaystyle \left[0,1\right]}.
- {\displaystyle F_{D}} яркость отображаемого линейного компонента в кд/м2
- {\displaystyle m_{1}={\frac {2610}{16384}}=0.1593017578125}
- {\displaystyle m_{2}=128{\frac {2523}{4096}}=78.84375}

- {\displaystyle c_{1}={\frac {3424}{4096}}=0.8359375=c_{3}-c_{2}+1}
- {\displaystyle c_{2}=32{\frac {2413}{4096}}=18.8515625}
- {\displaystyle c_{3}=32{\frac {2392}{4096}}=18.6875}